# Minori Chihara
Pour les articles homonymes, voir Chihara.
Minori Chihara (茅原 実里, Chihara Minori), est une seiyū (doubleuse japonaise) et une chanteuse japonaise née un 18 novembre à Utsunomiya. Elle se fait surnommer Minorin par ses fans.

## Discographie

### Albums
- Heroine, sorti le 22 décembre 2004
- Contact, sorti le 24 octobre 2007
- Parade, sorti le 26 novembre 2008
- Sing All Love, sorti le 17 février 2010
- D-formation, sorti le 29 février 2012

## Rôles commeseiyū
- Yuki Nagato dans Suzumiya Haruhi no yūtsu
- Minami Iwasaki dans Lucky☆Star
- Kagura Tsuchimiya dans Ga-Rei -Zero-
- Aya Natsume dans Enfer et paradis
- Chiaki Minami dans Minami-ke et Minami-ke Okawari
- Sumire Takahana dans Venus vs Virus
- Nanaka Shirakawa dans Da Capo II
- Hina Hojo dans Lovedol ~Lovely Idol~
- Tsubasa Kawaii dans Kyou no go no ni
- Ohana dans Samurai gun
- Coopa dans Druaga no Tō ~the Aegis of URUK~
- Sakutaro dans Umineko no Naku Koro ni
- Miku Izayoi dans Date A Live II
- Kashima Noa dans Rail Wars!
- Ran Yatagai dans Je ne t'aime pas du tout, grand-frère !
- Kaori Nakaseko dans Sound! Euphonium
- Mitsuki Nase dans Beyond the Boundary

### CD d'anime
- Hare Hare Yukai sorti le 10 mai 2006
- Suzumiya Haruhi no yuutsu, Character Song vol.2 Nagato Yuki sorti le 5 juillet 2006
- LoveLoveLove no Sei Na no Yo ! sorti le 1er novembre 2006
- Saikyou Pare Parade sorti le 22 novembre 2006
- Lucky Star, Character Song Vol.6 Iwasaki Minami sorti le 26 septembre 2007
- Keikenchi Jōshōchū☆ sorti le 24 octobre 2007
- Lucky Star, Charcter Song vol.10 Mune pettan sorti le 31 octobre 2007
- Colorful Days sorti le 21 novembre 2007
- Paradise Lost sorti le 5 novembre 2008
- Mukai Kaze ni Utarenagara (向かい風に打たれながら) sorti le 23 juillet 2014

### Dramas CD
- Lovedol ~Lovely Idol~ (Hina Hojo)
- Suzumiya Haruhi no yuustu Sound Around (Yuki Nagato)
- My-HIME destiny (Mayo Kagura)

## Jeux
- Tenkuu Danzai Skelter+Heaven (Ayaka Matsumoto)
- Suzumiya Haruhi no Yakusoku (Yuki Nagato)
- Suzumiya Haruhi no Tomadoi (Yuki Nagato)
- Lucky Star : ~Ryōō Gakuen Ōtōsai~ (Minami Iwasaki)

## DVD
- Message 01 sorti le 26 décembre 2007

## Livres
- Minorhythm sorti le 30 mars 2006